# Baccaurea pyriformis
Baccaurea pyriformis är en emblikaväxtart som beskrevs av Andrew Thomas Gage. Baccaurea pyriformis ingår i släktet Baccaurea och familjen emblikaväxter. Inga underarter finns listade i Catalogue of Life.